# ライナー・フォン・エスターライヒ＝トスカーナ
ライナー・フォン・エスターライヒ＝トスカーナ（Rainer Erzherzog von Österreich-Toskana, 1895年11月21日 - 1930年5月25日）は、オーストリア帝室の分枝ハプスブルク＝トスカーナ家出身の大公（Erzherzog）。トスカーナ大公レオポルド2世の曾孫。

## 生涯

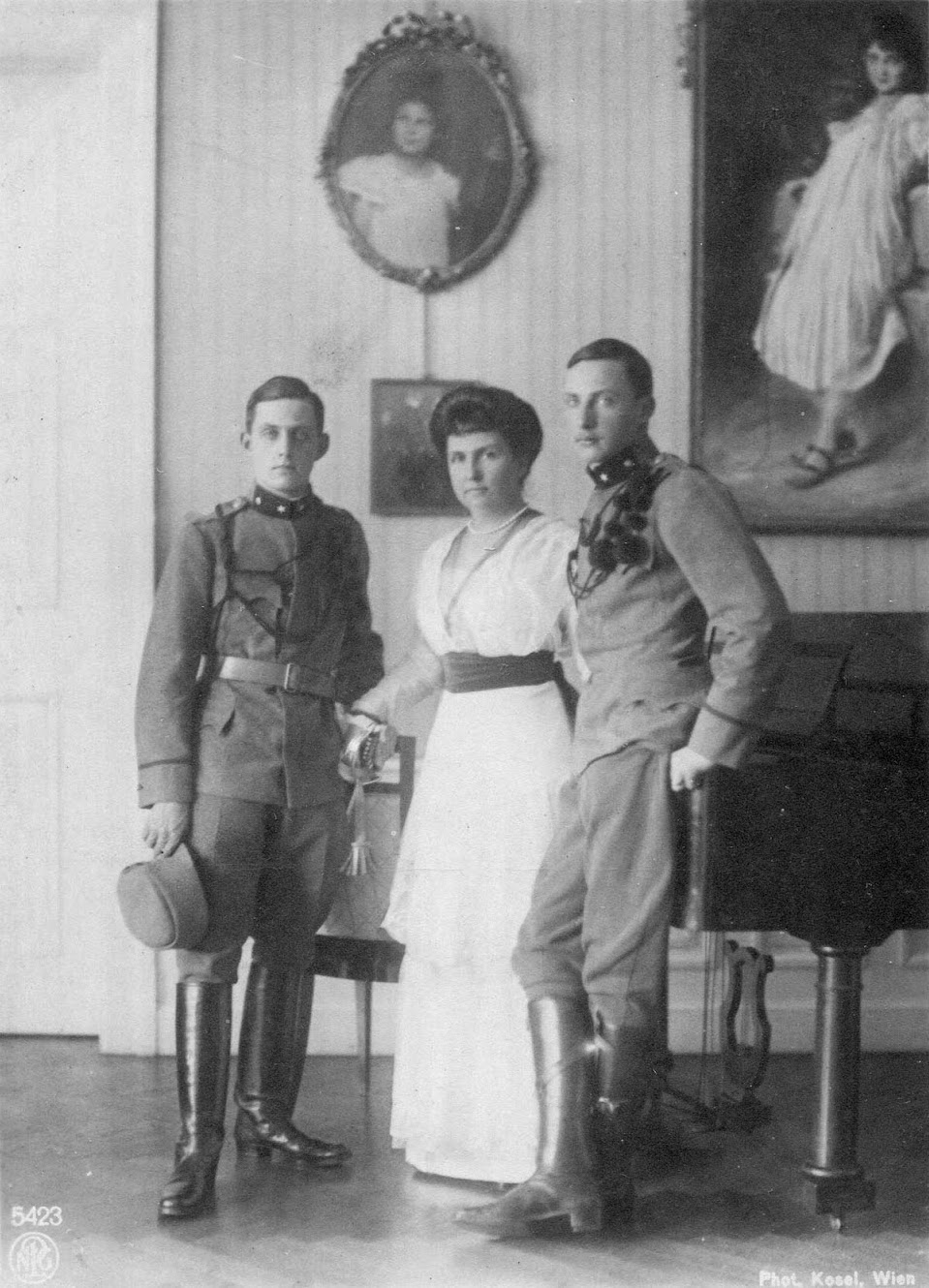
ライナー（右側）と弟レオポルト（左側）、母ブランカ大公妃（中央）、1914年

レオポルト・ザルヴァトール大公と、その妻でスペインのカルリスタ王位請求者マドリード公カルロス・マリアの娘ブランカの間の第4子、長男。正式な洗礼名はライナー・カール・レオポルト・ブランカ・アントン・マルガレーテ・ベアトリクス・ペーター・ヨーゼフ・ラファエル・ミヒャエル・イグナーツ・シュテファン（Rainer Karl Leopold Blanka Anton Margarete Beatrix Peter Joseph Raphael Michael Ignaz Stephan）。
第1次世界大戦が勃発すると、砲兵少尉として二重帝国陸軍に所属した。
1918/1919年の二重帝国と君主制の崩壊に伴い、家族は亡命・出国したが、ライナーと長弟レオポルトだけはハプスブルク法を受け入れる形で共和国政府に忠誠を誓い、皇族の身分を放棄しオーストリア市民としてライナー・ハプスブルク（Rainer Habsburg）を名乗った。彼は両親の旧居パレ・トスカーナの1室に住み続けることを許されたほか、ヘルンシュタイン城の所有権を維持し、ザグレブやガリツィアにも屋敷や地所を保有していた。市民となった後、ウィーンで駐輪場・駐車場を経営した。映画館経営にも関わり、1本のフィルムリールを自転車で短時間に運搬し、複数の映画館で共有する上映システムを考案した。
元皇族として他の市民から憎悪を向けられることもあり、城を保有するヘルンシュタインの町の住民は、1921年5月ライナーに対する排斥運動を起こしている。1921年8月には旧二重帝国領リュブリャナに滞在中、パスポート偽造容疑でスロヴェニア警察に逮捕された。1922年4月6日シュテファン大聖堂で行われた、君主制支持者たちによる政治的な元皇帝カール1世追悼ミサには、父とともに参列した。
1930年、敗血症のためウィーン市内ヴィートナー病院にて死去。34歳。葬儀には家族・親族のほか元連邦首相イグナーツ・ザイペル神父も列席した。遺骸はカプツィーナー納骨堂内新納骨堂（Neue Gruft）に安置されている。

## 引用・脚注
1. ↑  Harding, Lost Waltz, p. 20
2. 1 2  McIntosh, The Unknown Habsburgs, p. 51
3. 1 2 3 4  "Austrian Archduke Jailed", New York Times (24 August 1921): 4.
4. 1 2 3 4  "Habsburgs Not Wanted", The Times (17 May 1921): 8.
5. 1 2  "Vienna Knows Not Archduke Leopold", New York Times (12 January 1927):6 .
6. 1 2  "Archduke Rainer of Austria Dead", New York Times (26 May 1930): 15.
7. ↑  "The Habsburg Funeral", The Times (7 April 1922): 11.
8. ↑  "Todesfall", Wiener Zeitung (27. Mai 1930): 3.
9. ↑  "Das Begräbnis des ehemaligen Erzherzogs Rainer Karl Salvator", Wiener Zeitung (3. Juni 1930): 7.
10. ↑  "To Be Buried as Habsburg", New York Times (29 May 1930): 31.